# Bahnbetriebswerk Bielefeld
Das Bahnbetriebswerk Bielefeld (abgekürzt: Bw Bielefeld) in der ostwestfälischen Stadt Bielefeld ist ein ehemaliges Bahnbetriebswerk und seit 2003 eine Event Location.
Es wurde in den Jahren 1905 bis 1907 östlich des Bielefelder Hauptbahnhofs errichtet. Teile der Bebauung sind bis heute erhalten und stehen unter Denkmalschutz.

## Vorgeschichte
Mit dem Bau der Cöln-Mindener-Eisenbahn (CME) wurde Bielefeld 1847 erstmals an das damals noch in der Entstehung befindliche Schienennetz angeschlossen. Die CME-Gesellschaft verband mit dem Schienenstrang ihren Gesellschaftssitz Köln mit der Weser in Minden und durchquerte mit ihm den Pass des Teutoburger Walds in Bielefeld.
Das schnell wachsende Verkehrsaufkommen in der zweiten Hälfte des 19. Jahrhunderts machte deutliche Änderungen und Erweiterungen der Bahnanlagen unumgänglich. Bei der privaten Bahngesellschaft gelang es den Bielefeldern jedoch ebenso wenig wie auch anderen Kommunen, eine Verbesserung der Verkehrslage zu erreichen. Erst nach der Verstaatlichung der CME am 1. Januar 1879 änderte sich das und führte in Bielefeld zu einer kompletten Neugestaltung, vor allem um die Wende vom 19. zum 20. Jahrhundert. Die nun zuständige Preußische Staatseisenbahn baute innerhalb weniger Jahre die Magistrale viergleisig aus, legte dabei die Bahntrasse höher und ermöglichte damit Bahnunterführungen in der Stadt. Ferner wurde der Güterbahnhof in die Nähe des ebenfalls neu errichteten Ostbahnhofs an der Nebenstrecke nach Lemgo verlegt (dort bis 2002 in Betrieb) und das Empfangsgebäude des Hauptbahnhofs wurde durch einen größeren Neubau ersetzt. Da auch mehrere von Bielefeld abzweigende Nebenstrecken entstanden, endeten und begannen hier jetzt erstmals Züge, weswegen die Bereitstellung und Unterhaltung von Lokomotiven notwendig wurde. Daher entstand in dieser Zeit auch das Bahnbetriebswerk Bielefeld.

## Geschichte
Als Bauplatz für das Bw eignete sich ein ausreichend großes Grundstück im Osten des Bahnhofs an der Stadtheider Straße, auf dem sich zu der Zeit ein Kohlenladegleis befand. Ab dem Jahr 1905 wurde mit dem Bau der ersten Anlagen begonnen. Die erste Drehscheibe hatte eine Brückenlänge von 20 m und der Ringlokschuppen wurde zunächst mit 10 Ständen errichtet. Hinzu kam ein markanter Wasserturm der Bauart „Schäfer-Barkhausen-Klönne“ (Kurzform „Bauart Schäfer“, nach dem Geheimen Baurat Schäfer), der über Rohrleitungen aus Brackwede von der Weser-Lutter gespeist wurde. Andere Bauten zur Versorgung der Dampflokomotiven mit Kohle und Sand, sowie Werkstätten, Sozialräume und eine Verwaltung kamen hinzu.
In den folgenden Jahren änderten sich die Anlage und die Aufgaben der Belegschaft analog zu den Veränderungen bei den Lokomotiven. Die Drehscheibe wurde 1923 und 1936 jeweils durch eine größere ersetzt, um den immer länger werdenden Dampflokomotiven gerecht zu werden; eine Fahrdrahtspinne bekam sie jedoch nie. Neben der Erweiterung des Ringlokschuppens auf 22 Stände ergaben sich viele weitere bauliche Änderungen, bis der Betrieb im Jahr 1985 offiziell eingestellt wurde. Zu dieser Zeit war das Bw Bielefeld eines der letzten von ehemals über 50 Bahnbetriebswerke in der zuständigen Eisenbahndirektion Essen.
Fortan wurde sich um die Konservierung der noch bestehenden Zeugnisse der Eisenbahngeschichte bemüht und das zuständige Westfälische Amt für Denkmalschutz in Münster eingeschaltet. Am 25. April 1988 wurden der Ringlokschuppen (mitsamt den zugehörigen Sozialräumen), der neubarock-jugendstilhafte Wasserturm (beide Baujahr 1906) und die Drehscheibe (Baujahr 1936) unter Denkmalschutz gestellt. Letztere gehört zusammen mit der in Bochum-Dahlhausen zu den beiden größten erhaltenen Drehscheiben in Westfalen.
Die Eintragung der Besandungsanlage folgte nachgelagert am 21. Juli 2008, da auch sie als erhaltenswert eingestuft wurde. Sie ist die einzige gut erhaltene Anlage dieser Größenordnung in Ostwestfalen-Lippe und ist damit von „dokumentarischer Bedeutung für die westfälische Eisenbahntopologie“, so die offizielle Begründung. Damit bestehen auf dem Gelände insgesamt vier denkmalgeschützte Bauwerke.
Mit dem Denkmalschutz wurde die anschließend angestrebte – denkmalwürdige – Nutzung des Geländes problematisch, denn neben dieser Einschränkung war das Areal durch den fast 80 Jahre andauernden Betrieb in beträchtlichem Maße kontaminiert. Es dauerte deshalb bis zum Jahr 2001, bis es an einen Discounter verkauft werden konnte. Dazu bedurfte es einiger Korrekturen im Denkmalschutz. So wurde das Areal in zwei Teile aufgeteilt und die denkmalgeschützte Nutzung nur auf den oberen, direkt an der Bahn liegenden Teil begrenzt. Ferner wurden die denkmalgeschützten Sozialräume abgerissen und deren Eintragung nachträglich zum 29. Februar 2004 aus dem Register gestrichen. Der Discounter siedelte sich schließlich auf dem Gelände des ehemaligen Parkplatzes an. Auf diese Weise konnten die restlichen vom Verfall bedrohten Anlagen gesichert werden.
Nach einer aufwendigen Restaurierung des Ringlokschuppens wurde dieser zu einem Eventzentrum umgebaut, das am 1. November 2003 eröffnet wurde. Dessen erster Betreiber war eine Nachfolgegesellschaft der Diskothek PC69, die kurz zuvor ihre Räumlichkeiten wenige hundert Meter entfernt aufgeben musste. Ein separater einständiger Lokschuppen gehört Eisenbahnfreunden, die dort ihr Vereinsheim haben. Der Wasserturm ist noch nicht restauriert. Er ist jedoch inzwischen nicht nur aufgrund seiner einzigartigen Ausführung überregional bekannt, sondern auch, weil ihn ein  Hersteller für Modelleisenbahnzubehör als Bausatz in sein Portfolio aufgenommen hat. Der Turm befindet sich in privater Hand und soll (Stand 2021) zu einer kleinen Event-Location umgebaut werden.